# 日本と香港の関係
日本と香港の関係（にほんとほんこんのかんけい、英語: Japan–Hong Kong relations、中国語: 日本與香港關係） では、日本と香港の関係について概説する。日本と香港特別行政区の関係とも。現状、香港は独立国ではなく中華人民共和国の領土であるが、一国二制度に基づいて一定の自治機能を有している。

## 両国の比較
|                   | 中国(香港)                                                                            | 日本                            | 両国の差                                       |
| ----------------- | ------------------------------------------------------------------------------------- | ------------------------------- | ---------------------------------------------- |
| 人口              | 749万7千人（2020年・推計人口）                                                        | 1億2,614万6千人（2020年）       | 日本は香港の約16.9倍                           |
| 国土面積          | 1,110.2 km2                                                                           | 37万7,975 km2                   | 日本は香港の約340.5倍 （香港は東京都の約半分） |
| 人口密度          | 6,790人/km2（2020年）                                                                 | 333.7人/km2                     | 香港は日本の約20.3倍                           |
| 首都              | －                                                                                    | 東京都（事実上）                |                                                |
| 最大都市          | －                                                                                    | 東京都区部                      |                                                |
| 元首              | 行政長官                                                                              | 天皇（事実上）                  |                                                |
| 政体              | 中華人民共和国香港特別行政区 （一国二制度。なお、2020年に香港国家安全維持法を施行。） | （民主制）議院内閣制            |                                                |
| 公用語            | 広東語・英語                                                                          | 日本語（事実上）                |                                                |
| 通貨              | 香港ドル                                                                              | 日本円                          |                                                |
| 国教              | なし                                                                                  | なし                            |                                                |
| 人間開発指数      | 0.933                                                                                 | 0.919                           |                                                |
| 民主主義指数      | 6.02                                                                                  | 7.99                            |                                                |
| GDP（名目）       | 3,494億 米ドル（2020年）                                                              | 5兆487億米ドル（2020年）        | 日本は香港の約14.5倍                           |
| 一人当たりGDP     | 46,753 米ドル （2020年）                                                              | 40,146米ドル（2020年・推計値）  | 香港は日本の約1.2倍                            |
| GDP（購買力平価） | 4431億7775万米ドル（2020年）                                                          | 5兆3342億3673万米ドル（2020年） | 日本は香港の約12.0倍                           |
| 一人当たり実質GDP | 59234.1米ドル（2020年）                                                               | 42390.4米ドル（2020年）         | 香港は日本の約1.4倍                            |
| 実質GDP成長率     | -6.14%（2020年）                                                                      | -4.83%（2020年）                |                                                |
| 軍事費            | -（2019年）                                                                           | 491億米ドル（2020年）           |                                                |

## 歴史

### 交流の始まり
日本と香港の交流の歴史は、日本人移民によって始まる。江戸時代末期、外的な圧力から江戸幕府による鎖国政策が緩められると、移民として香港（当時イギリス領香港）へ渡る日本人が現れ始め、日本と香港や、もう一つの主要な目的地であった上海の間には定期的な船便が就航されるようになった。渡航したのは主に商人や、中国や東南アジアに渡った「からゆきさん」と呼ばれる娼婦である。
1873年には、明治維新を経て日本の岩倉使節団が香港を公式訪問した。またほぼ同時に、からゆきさんなど移民が多かった事を背景に在香港大日本帝国総領事館も開設されている。

### 第二次世界大戦
20世紀になるとイギリスの統治のもと香港は国際的な貿易拠点として発展を遂げており、東南アジアに向けた経済・戦略上の要地となっていた。1931年に起きた満州事変を契機にイギリスは対日を意識した香港の防備強化を決め、1936年に九龍半島中央部一帯の要塞線ジン・ドリンカーズ・ライン（en:Gin Drinkers Line、zh:醉酒灣防線）が完成した。しかし、これら防備強化も空しく1940年6月には日本軍は日中戦争の一環として宝安県を攻略しイギリスと中華民国との国境を完全に封鎖した。その後、翌1941年の12月に真珠湾攻撃とほぼ同時に香港攻略が開始され、日本軍が拠点としていたホテル「ザ・ペニンシュラ香港」で同月25日、日英間で降伏文書が取り交わされるまで戦闘は続いた。この一連の戦いは「香港の戦い」と呼ばれる。
その後、香港は日本軍の軍政下に入り、イギリスの香港政庁に代わる香港軍政庁が降伏文書が取り交わされたペニンシュラホテルに設置された（日本占領時期の香港）。日本軍はイギリスの影響力や文化を払拭しようと日本語の公用語化や、教科書を日本式に変更する、イギリスにまつわる地名を日本式に改称させるなどの様々な住民政策を実施し、一方それに対抗して英軍服務団や港九大隊など抗日団体が組織されて日本軍政への抵抗も続いた。香港は終戦までイギリスや中華民国により奪還される事はなかったが、1945年8月、日本の敗戦により香港の主権はイギリスへと戻った。

### 戦後の関係
日本は戦後の主権回復後、香港に在香港日本国総領事館を再開設した。また、1947年には日本と香港は貿易関係を再開、戦前程の反日運動は起こらなかったものの、1950年代には日本が高度経済成長を始めて日系銀行やデパートが香港に進出を開始した。これは香港の各商会にとっては脅威となり、経済的な側面から日本製品の不買運動が展開された。香港経済成長後は、ともに経済的なパートナーとして発展。

### 香港返還中国後の関係
1997年、香港は中華人民共和国に返還された（香港返還）。それ以降も日本は在香港日本国総領事館を継続して設置しており、緊密な関係を維持。一方の香港は、香港特別行政区政府 駐東京経済貿易代表部を日本との直接の窓口としている。

## 外交
中国の中でも香港は一国二制度のもと、高度な資本主義の価値観を日本と共有する特殊な地域となっており、緊密な経済関係及び人的交流を有している。その為、外交関係は中国本土とのものとは一線を画しており、要人往来は活発である。

### 香港要人の訪日
香港の首長である香港特別行政区行政長官は何度か訪日を実施しており、香港返還後すぐの1997年10月には董建華が行政長官として初めて日本を訪れた。その後2001年3月にも訪日を実施し、当時香港の在留邦人は18000人以上、進出していた日系企業は2000社以上に上っていたことに触れ、経済面を中心に意見交換が行われた。
2009年2月には曽蔭権が訪日を実施。外務大臣の中曾根弘文と会談を実施して両者間の交流促進のための「日本･香港ワーキング･ホリデー制度」についての協議を行った。ワーキング・ホリデー制度については同年10月に口上書が交換され実現した。
2018年10月・2019年4月・2019年10月には林鄭月娥が行政長官としておよそ10年ぶりに訪日を実施し、日本と香港の経済関係の強化を訴えた。また、総理大臣であった安倍晋三や外務大臣であった河野太郎と会談を実施して、香港とマカオ、そして広州や深圳などを有する広東省を三角形に結ぶ「粤港澳大湾区」構想についてが話し合われた。

### 日本要人の香港訪問
日本からは、近年閣僚級の要人が数多く香港を訪問している。2018年には外務大臣の河野太郎が香港を訪問し、林鄭月娥と会談を実施した。香港では毎年、世界最大級の食品見本市「香港フードエキスポ」を夏に開催しているが、2014年以降は農林水産大臣が訪問するのが恒例となっており、林芳正、山本有二、齋藤健、吉川貴盛などがフードエキスポに参加した。
そのほか、2009年2月には橋本聖子外務副大臣が、2019年1月には山下貴司法務大臣が、2019年5月には石井啓一国土交通大臣が香港を訪問。

### 一国二制度
香港は一国二制度のもと、独自の行政・立法・司法権を持ち、独自の通貨やパスポートの発行など高度な自治が認められ、言論の自由・集会の自由・表現の自由などが認められた自由主義的な体制を取る。この制度は2047年までを期限としているが、2019年には中国本土への犯罪者引き渡しを可能とする「2019年逃亡犯条例改正案」が浮上。反発により同年10月には案は撤回されたものの、香港の一国二制度を脅かすものとして2019年-2020年香港民主化デモに発展した。これにより、民主派のリーダーとして知られる周庭や黄之鋒を香港警察は2020年7月に施行された遡及処罰可能な「香港国家安全維持法」に規定される違法集会に基づいて逮捕した。
一連の動きを受け、当時内閣総理大臣であった安倍晋三は2019年-2020年香港民主化デモに関連した香港の情勢不安に憂慮を表明。2020年5月28日には香港国家安全維持法が制定された事に対し、菅義偉官房長官は記者会見で「議決が国際社会や香港市民が強く懸念する中でなされたことや、香港の情勢を深く憂慮している」と述べた。同日、秋葉剛男外務事務次官は孔鉉佑駐日中国大使を外務省に呼び、「深い憂慮」を強く申し入れた。またG7共同で香港国家安全維持法に重大な懸念を表明し、一国二制度を脅かすものとして中国政府に再考を求めた。同年6月30日、茂木敏充外務大臣は、一国二制度の下で日本と香港のパートナーシップは築かれてきたと指摘しつつ「国際社会や香港市民の強い懸念にもかかわらず、『国家安全』に関する法律が制定されたことに遺憾の意を表明する」とする談話を出した。2020年7月1日、香港国家安全維持法が正式に成立し、日本は遺憾の意を表明。与党自民党の外交部会と外交調査会は7月3日の役員会で本法の制定を受け、中国国家主席（党総書記）である習近平の国賓来日を中止するよう政府に求める非難決議案をまとめた。二階派はこれに反発、中国外務省の趙立堅副報道局長 は「反中パフォーマンス」と表現し無意味だとし、日本の一部の人は他国の内政問題に言い掛かりをつけ、政治的にあおり立てていると批判した。同年8月には香港国家安全維持法により民主派のリーダーであった周庭の逮捕を受け、菅義偉が会見で重大な懸念を発表している。

## 経済交流
2019年の日本・香港貿易は対日輸入2526億香港ドル（322億米ドル）、対日輸出1210億香港ドル（154億米ドル）となっており、日本側の黒字となっている。香港にとって、日本は輸出入ともに中国本土やアメリカ合衆国と並ぶ主要な貿易相手国である。主要な輸入品は通信・音響機器や電気・電子機器などであり、輸入品もほぼ同様である。
有力な世界都市として日本企業の進出も多く、香港に進出する香港域外企業は2017年まで長らく日本が国別最多であった。2018年からは中国本土に追い抜かれ、アメリカ合衆国とほぼ同数で第二位となっている。2019年時点で、1413社の日系企業が香港に進出している。
香港はアジアのビジネス拠点とされていることから東京や大阪、名古屋とも人的交流があり、香港国際空港は成田空港や羽田空港、関西国際空港や中部国際空港、新千歳空港などと常時結ばれている。また大阪市は、香港とビジネス・パートナー都市なりビジネス・経済面での交流の活発化を目指している。

## 文化交流
華道、茶道、日本舞踊、浴衣着付等の伝統文化の紹介、日本語弁論大会の開催、日本語能力試験の実施、国際交流基金の巡回展及び同基金による日本語弁論大会成績優秀者の本邦招聘、国費留学生の受け入れ、その他民間の商業ベースではJ－POPコンサートや漫画・アニメーション祭の開催等が行われている。また、スポーツ分野でもサッカー、ラグビー、柔道、相撲、合気道、アイスホッケーを中心に各種の交流がある。
また、香港への感謝を示すとともに、香港の人々に対し、日本の魅力をもっと知り、楽しむ機会を提供するため、2016年から毎年10月～11月を中心に、香港において映画、講演、芸術・工芸、スポーツ、セミナー・教育関連、F&B（Food & Beverage）、キャンペーン等の日本関連イベントを集中的に行う「日本秋祭 in 香港 魅力再発見」を開催。
日本のポップカルチャーは香港で一定の人気を博しており、影響力を持つ。2020年、香港国家安全維持法に基づいて逮捕された周庭は、香港警察によって拘束されている最中、欅坂46の『不協和音』を思い浮かべていたとインタビューで明かしている。
教育面では「香港日本人学校」が設置されており、経済・ビジネス交流が活発で香港への転勤なども少ない事を背景に、世界有数の大規模日本人学校となっている。また、香港大学は東北大学や北九州市立大学などと、香港中文大学は九州大学や国際教養大学などと学術交流を結んでいる。

## ギャラリー

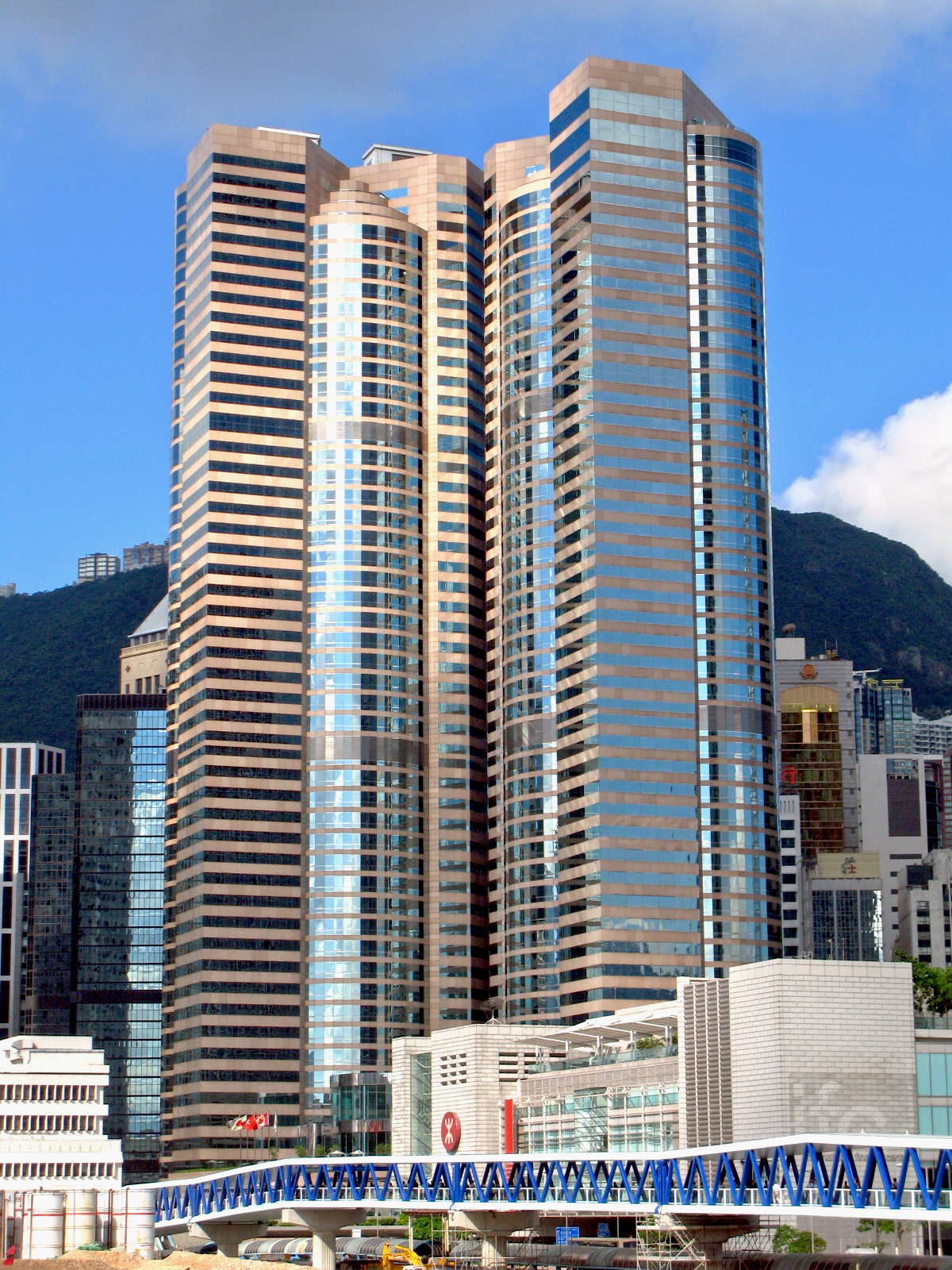
在香港日本国総領事館が入居する交易廣場
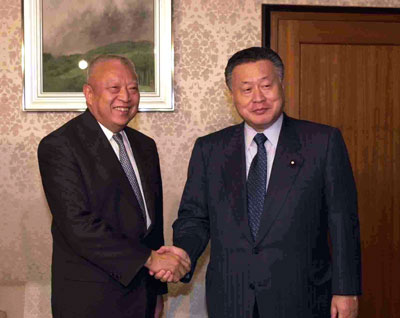
2001年、森喜朗と董建華の会談
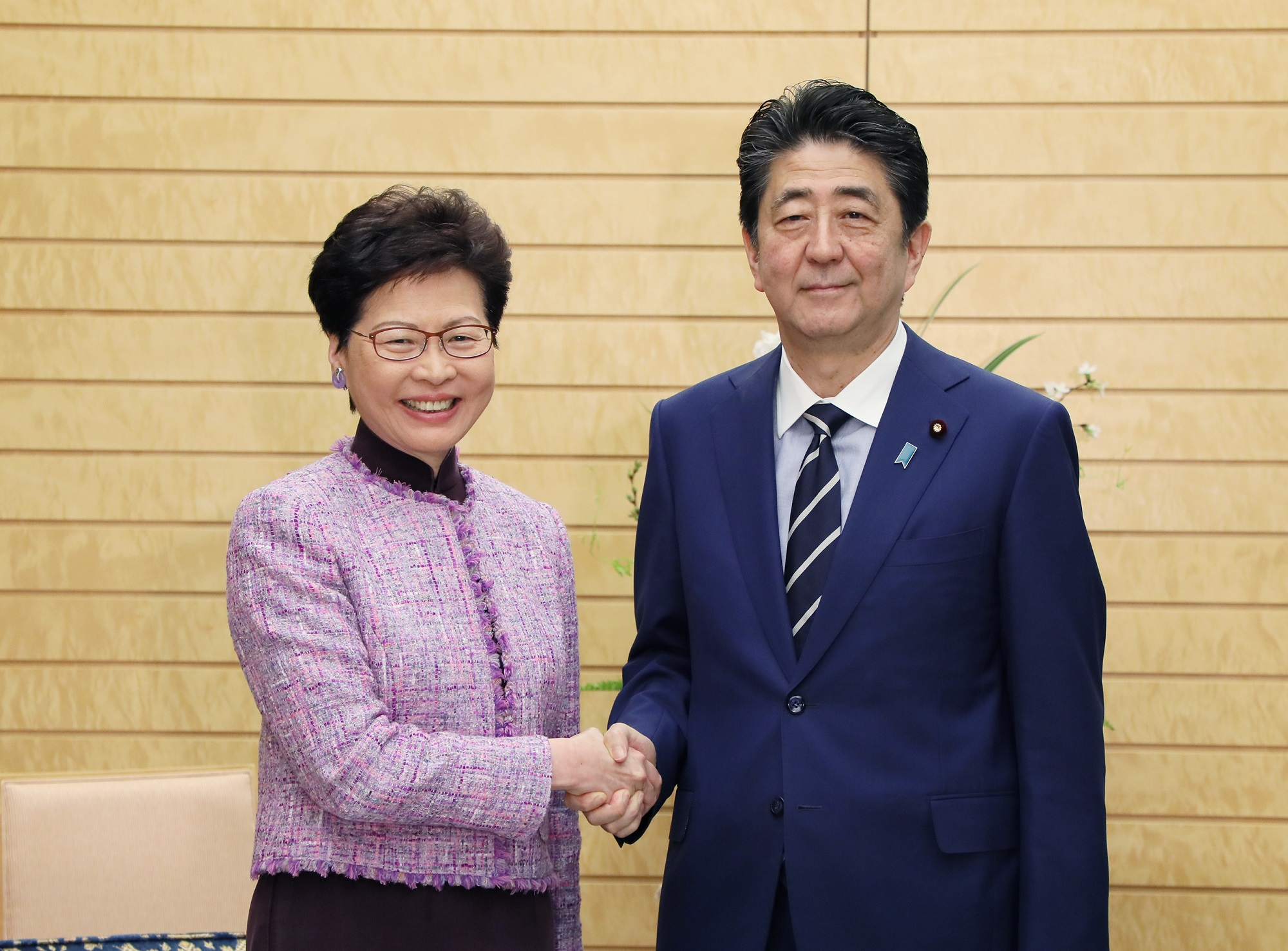
2019年、安倍晋三と林鄭月娥の会談
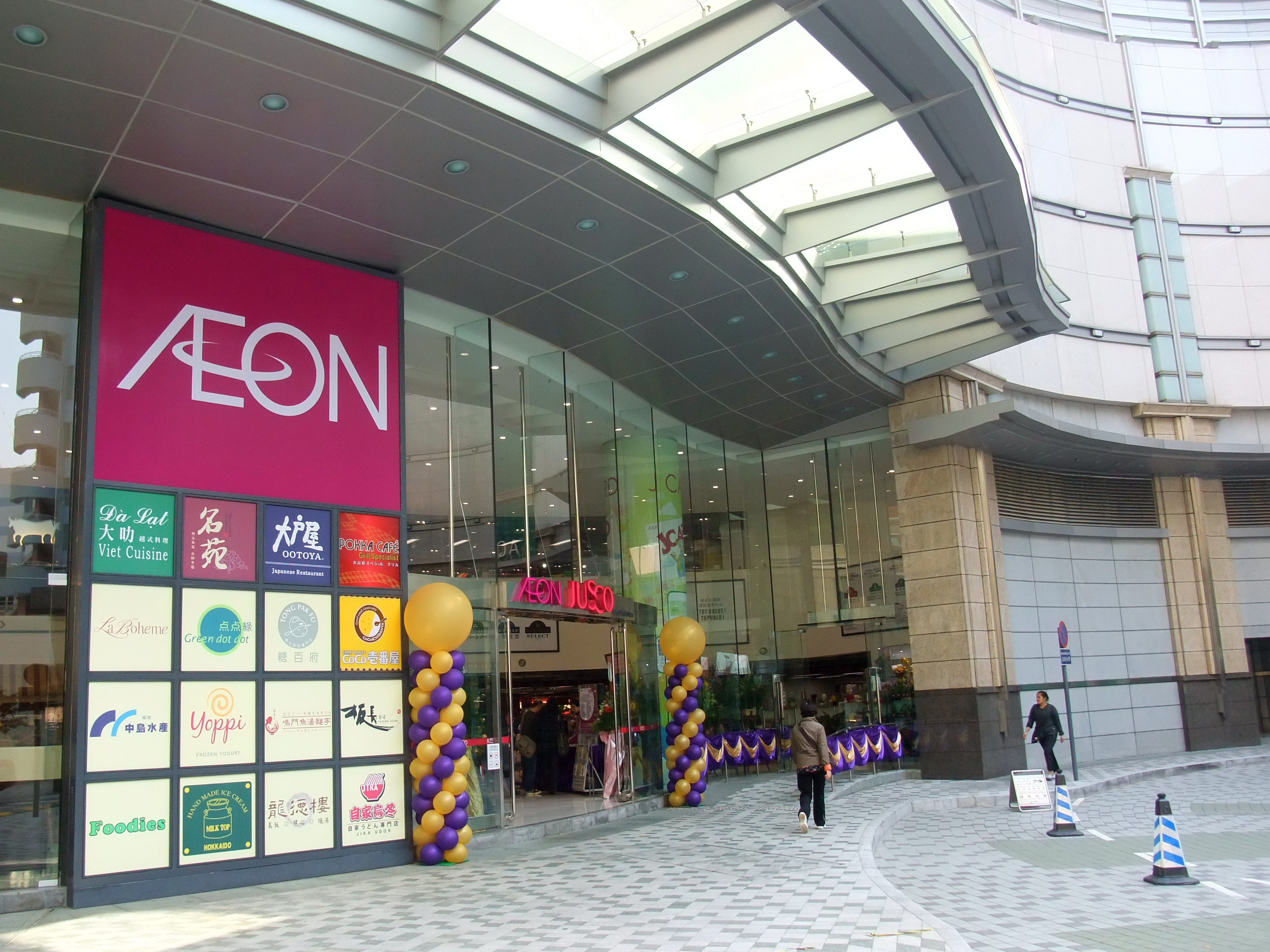
イオン茘枝角店北口
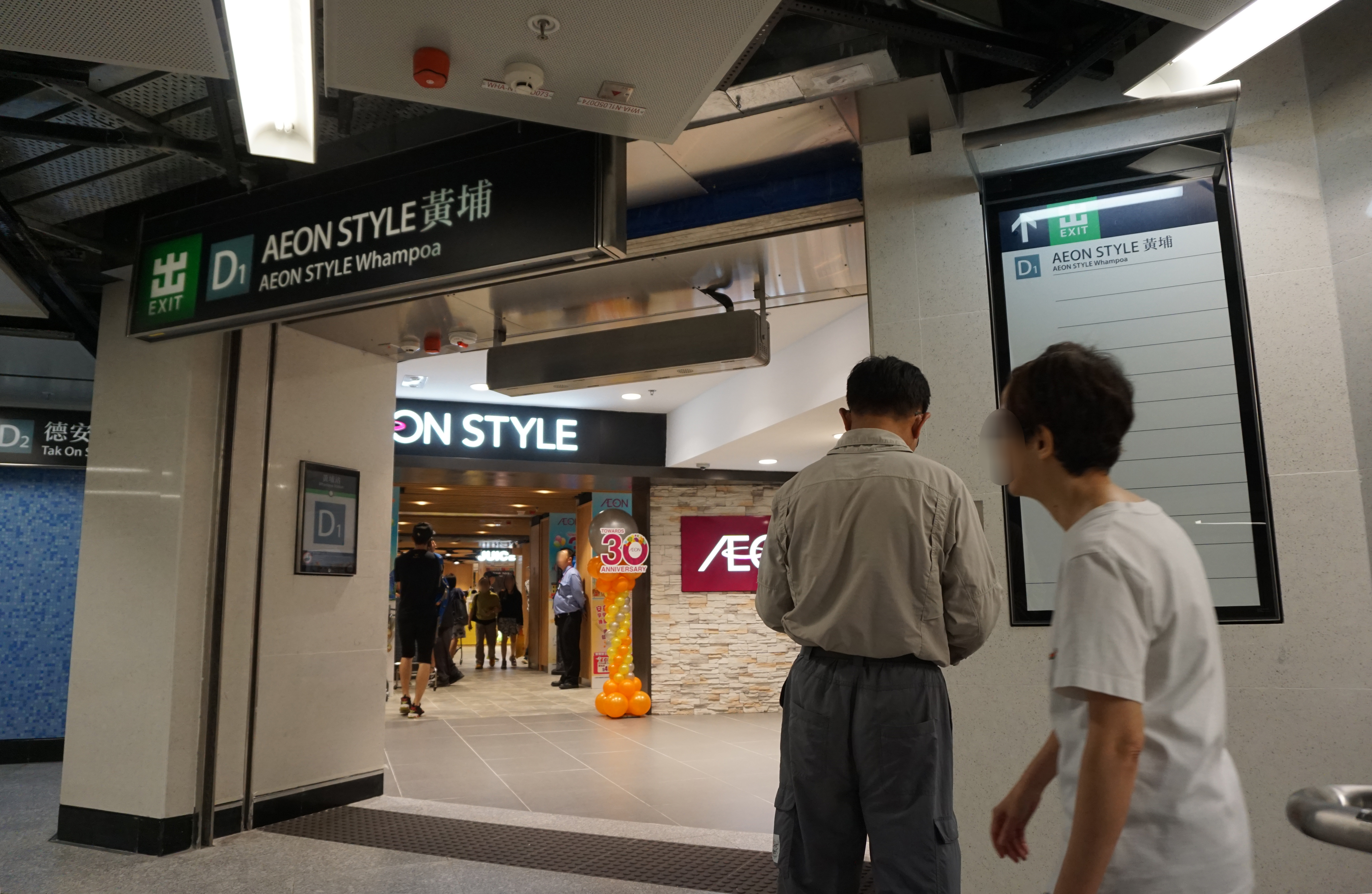
イオン黄埔駅前店
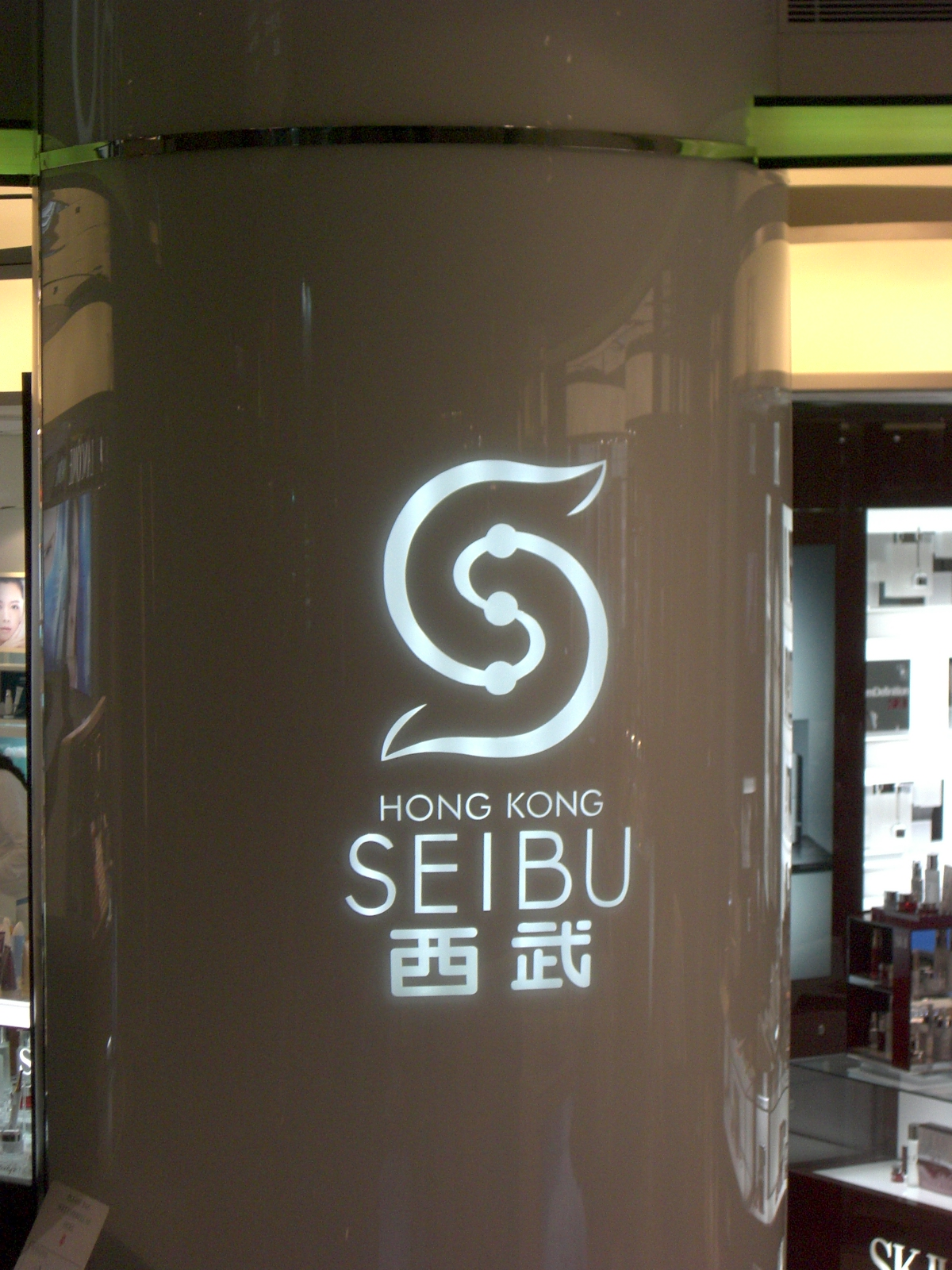
西武香港のロゴマーク（現在は撤退）
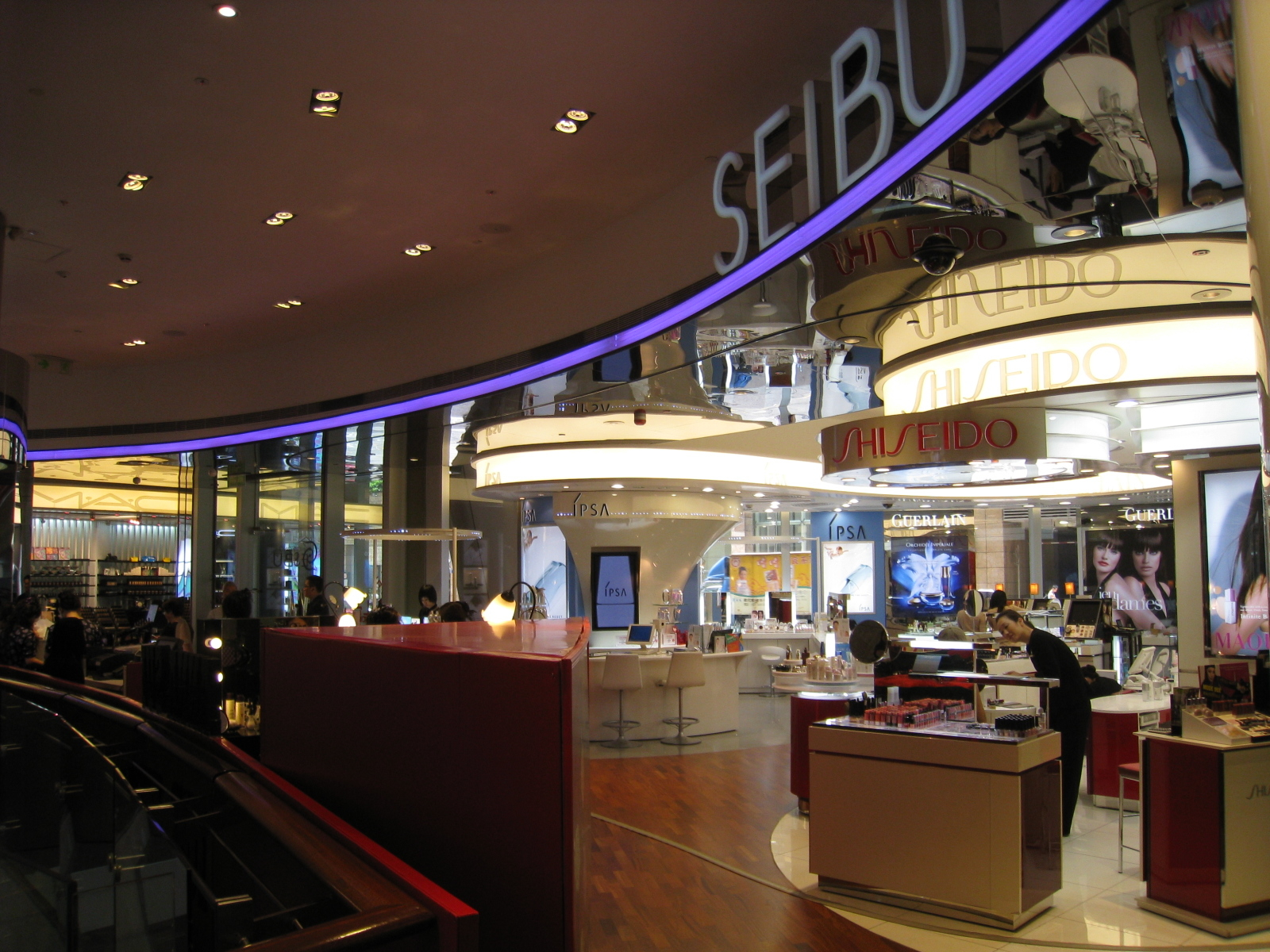
西武香港の店内（現在は撤退）
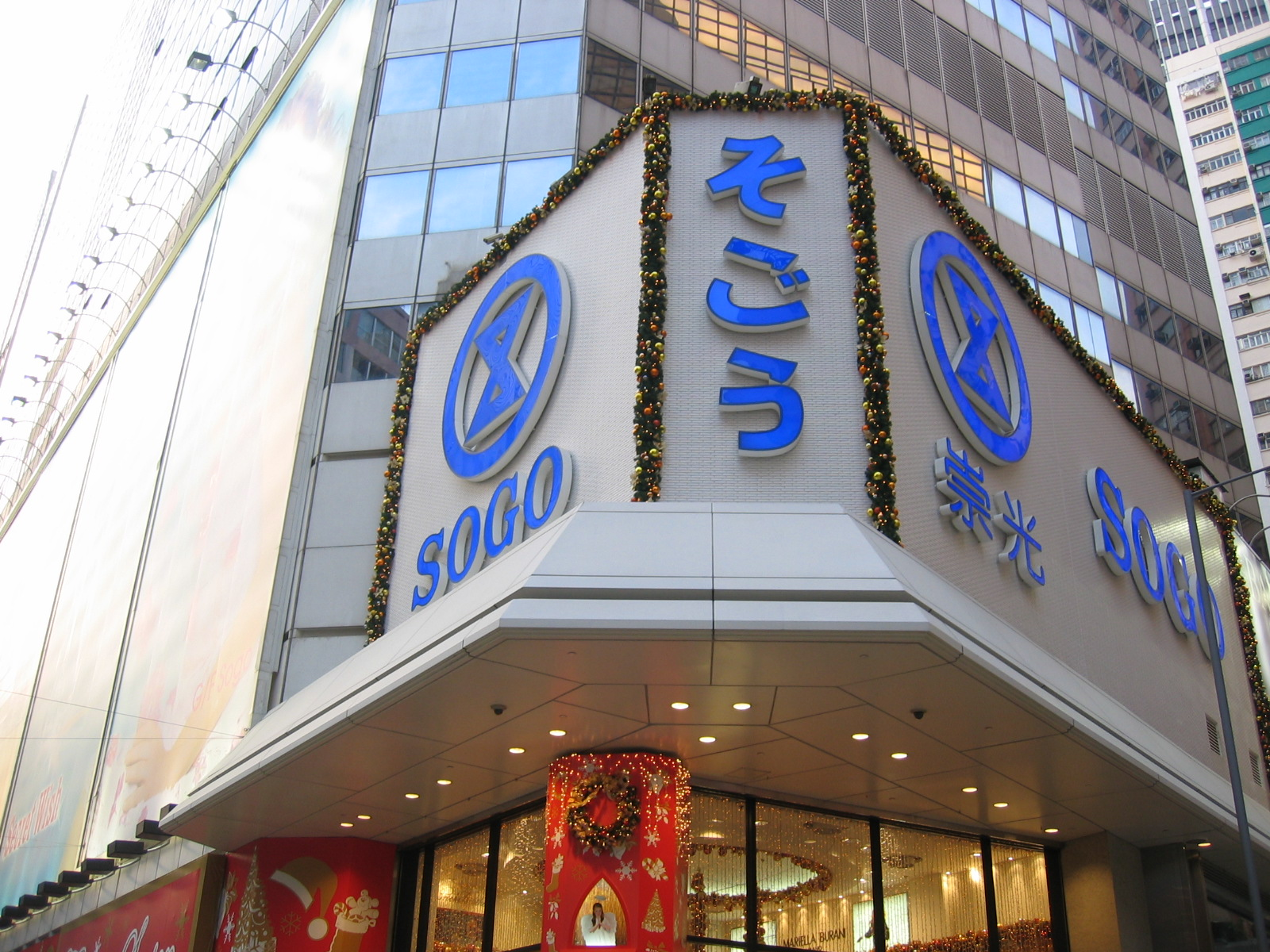
銅鑼湾中心部に位置するそごう（香港そごう）
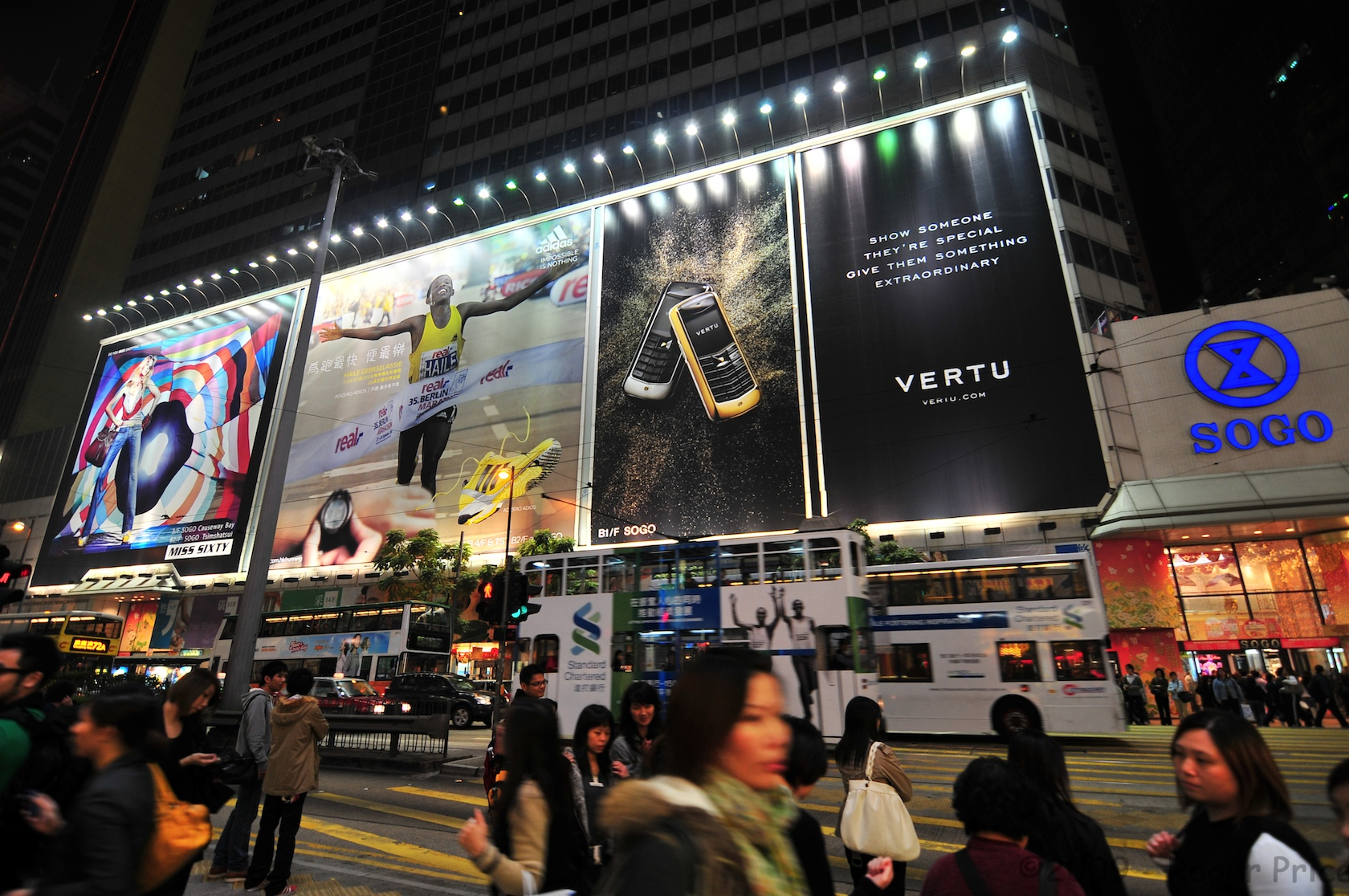
そごう銅鑼湾店
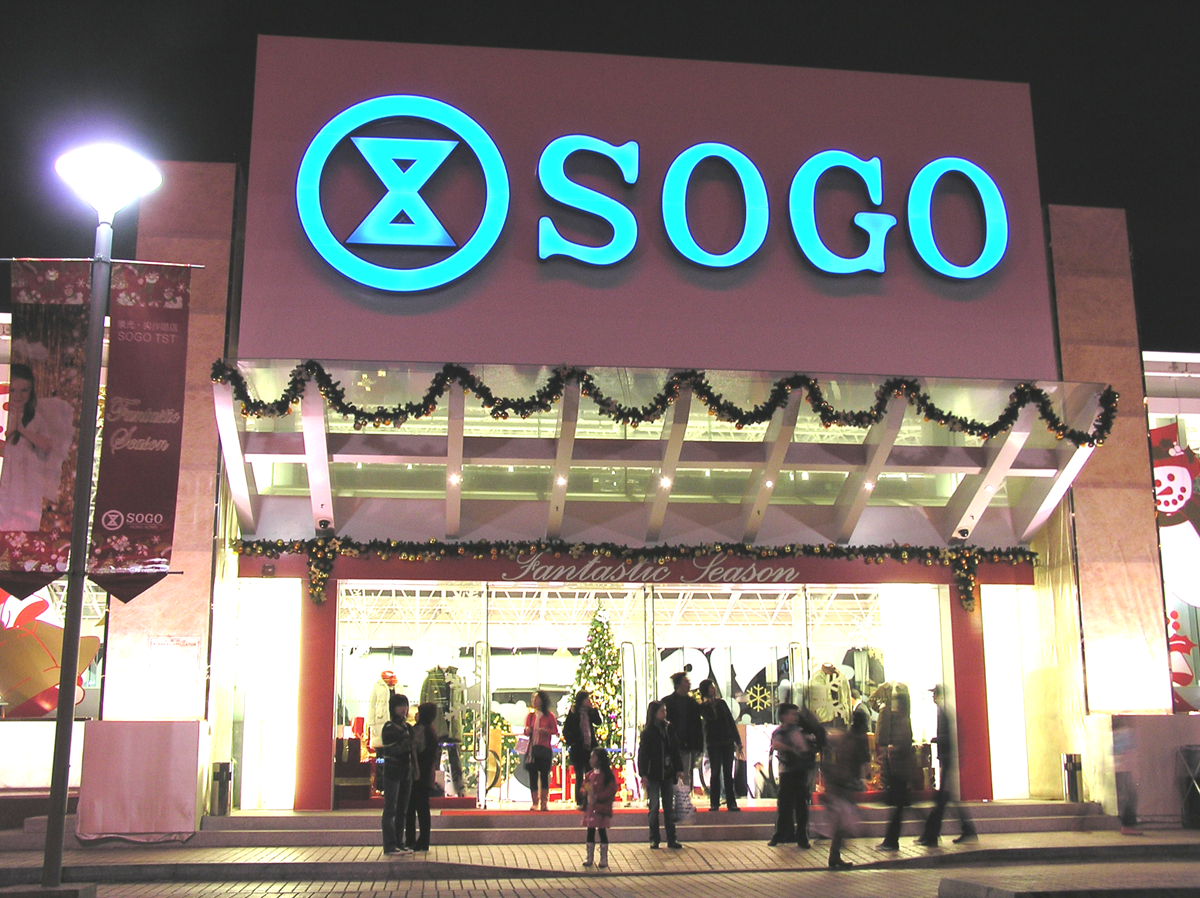
そごう尖沙咀店
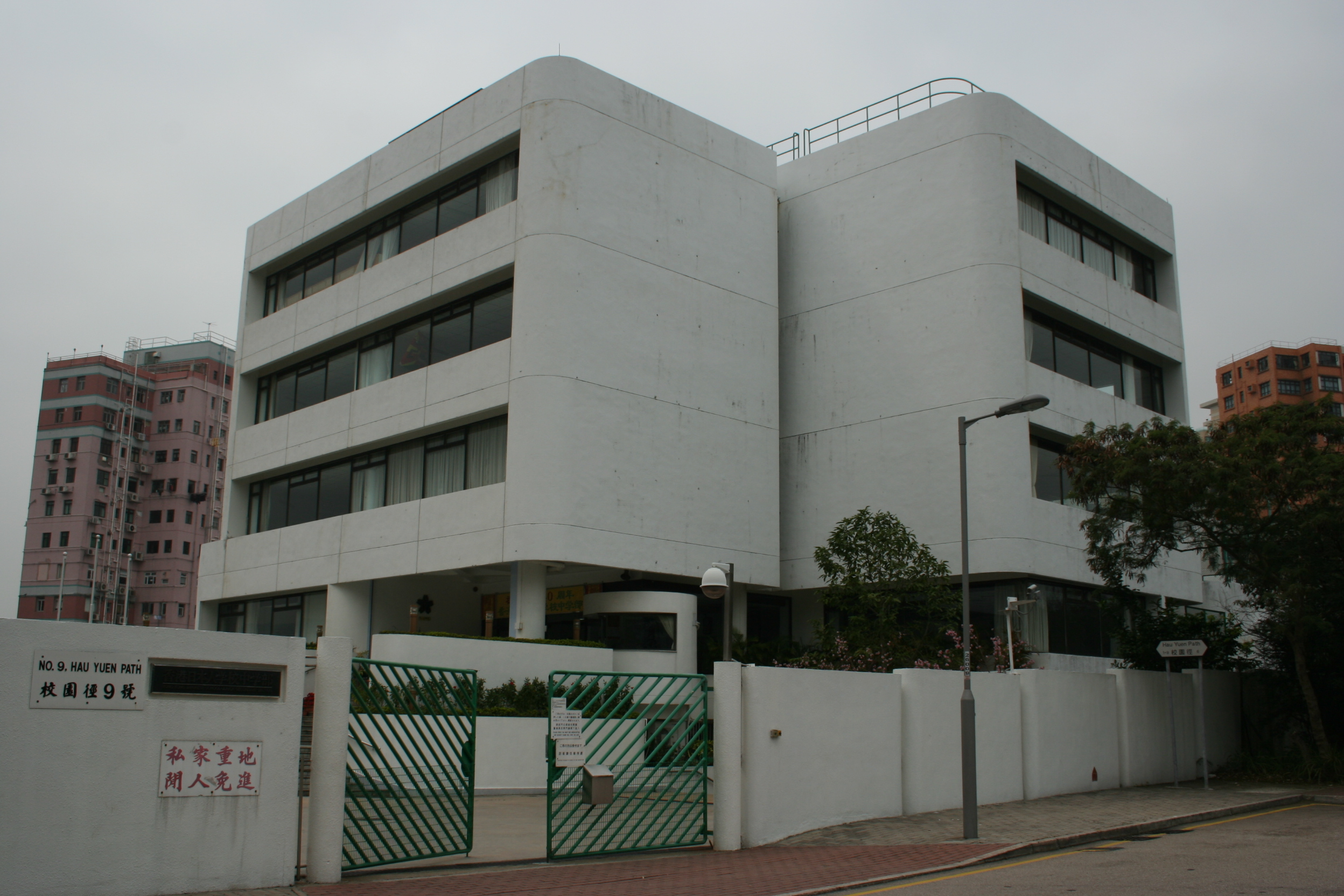
香港の日本人学校
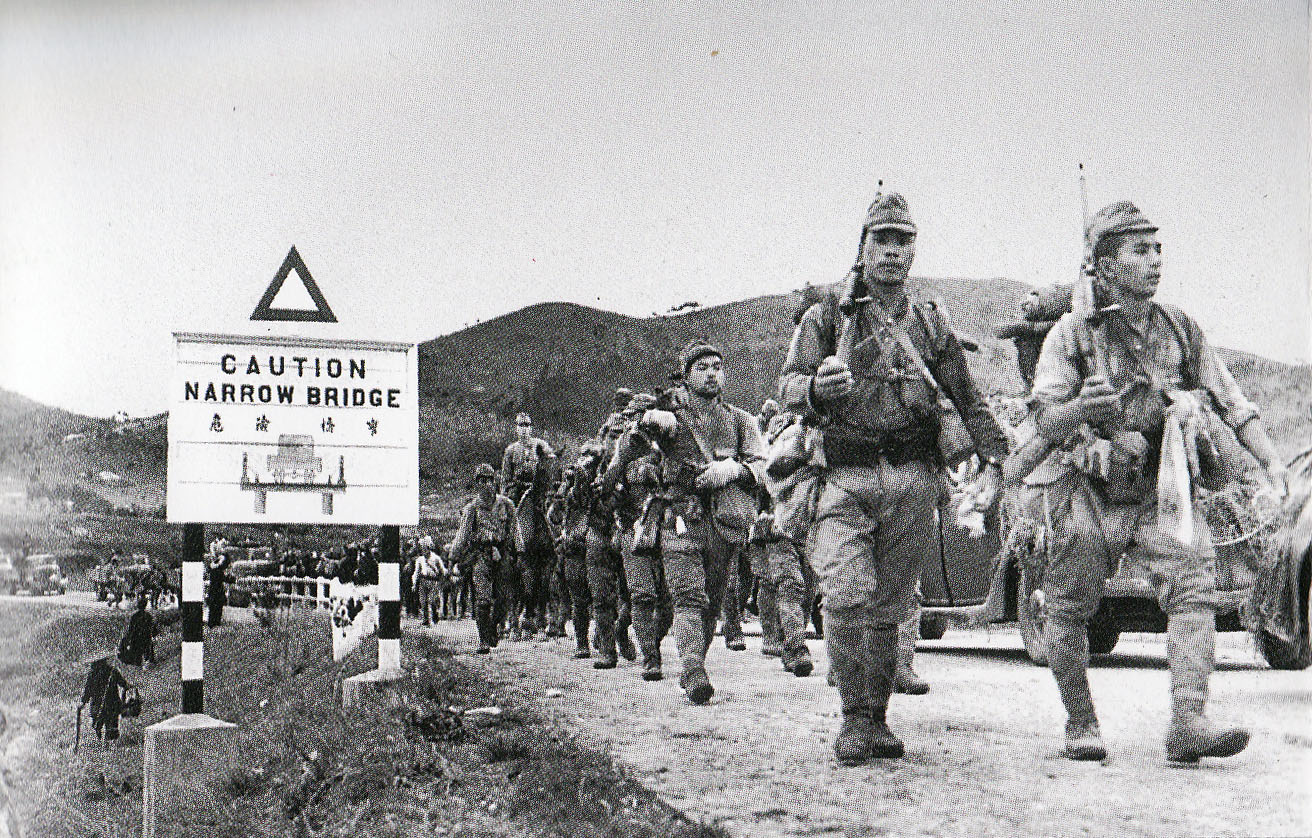
中国本土から香港に渡る日本軍
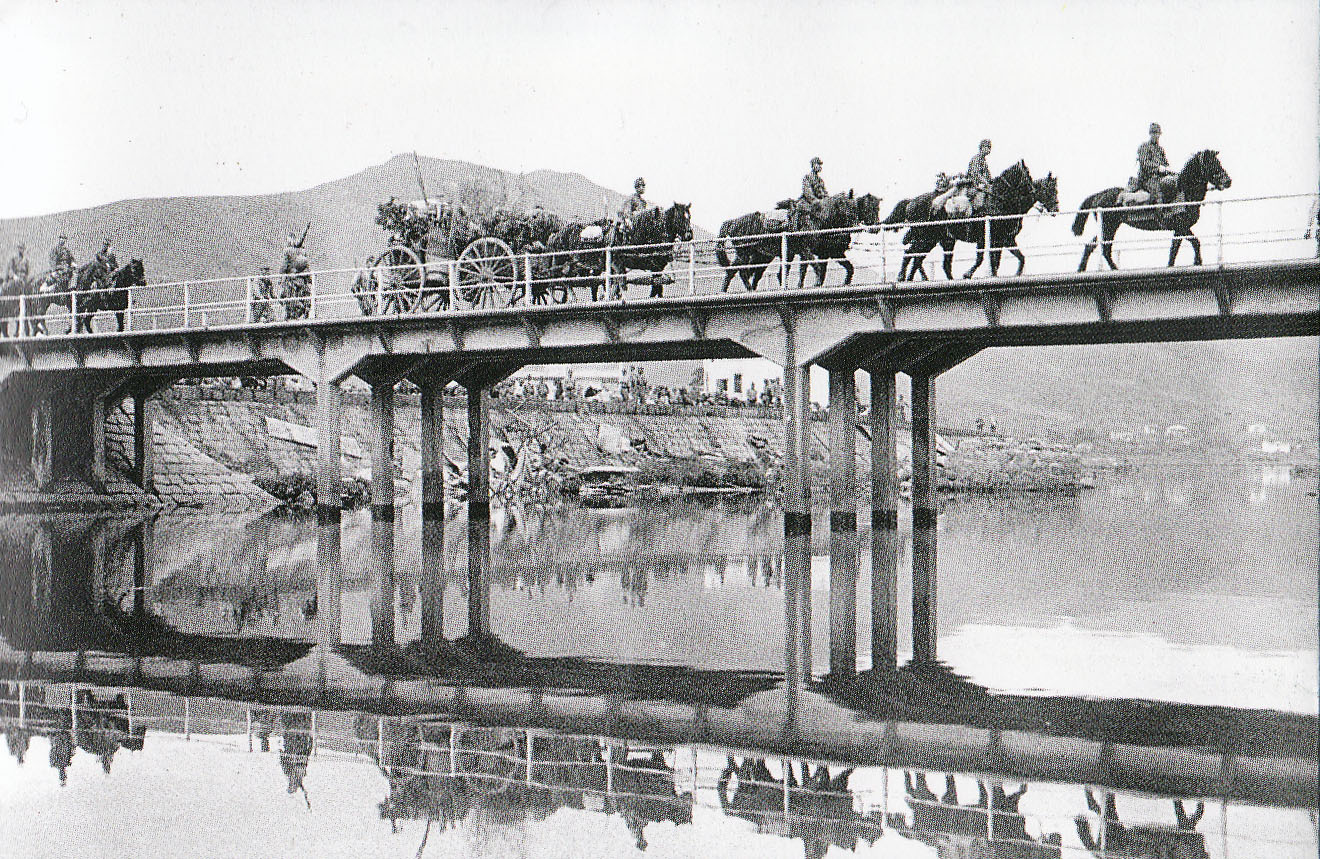
香港市街へ向け橋を渡る日本軍
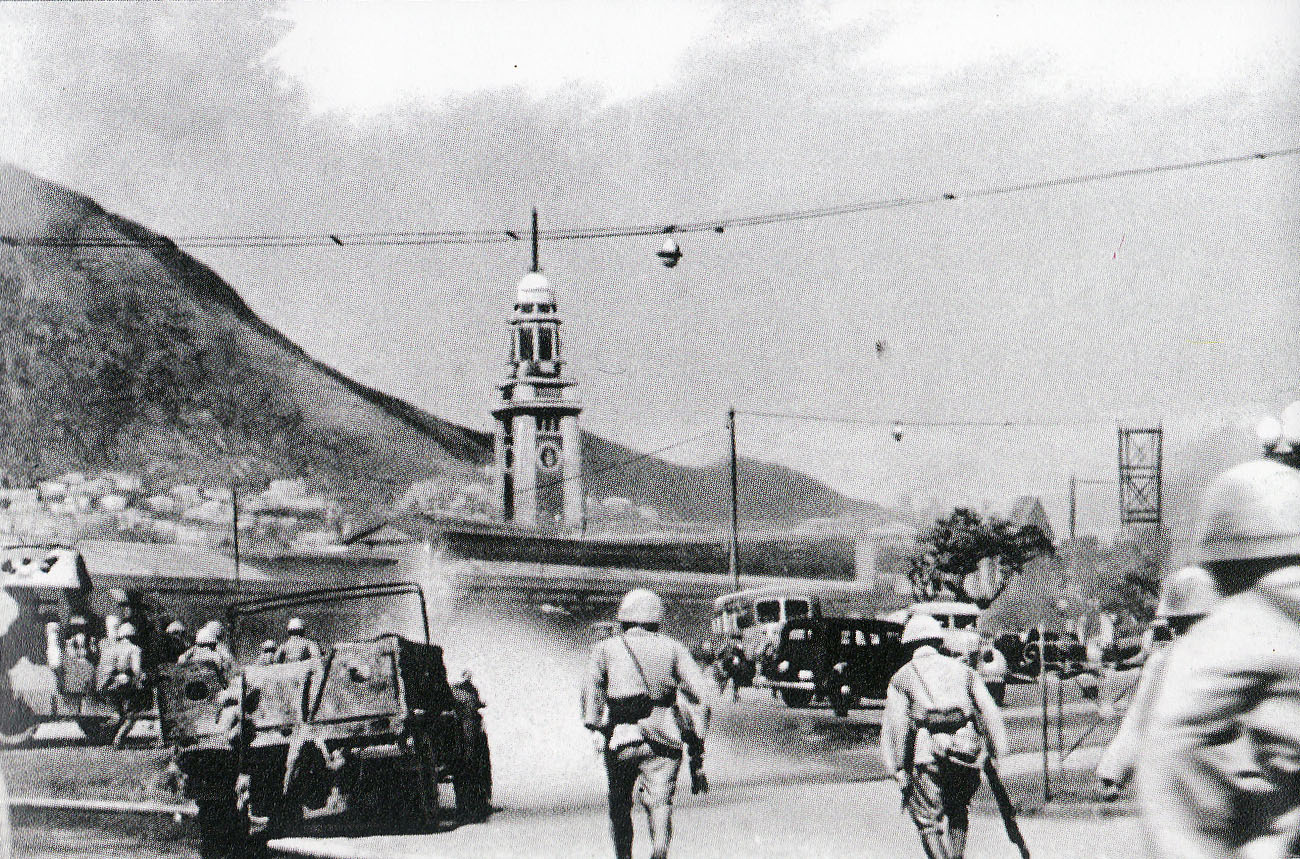
香港市街を進軍する日本軍
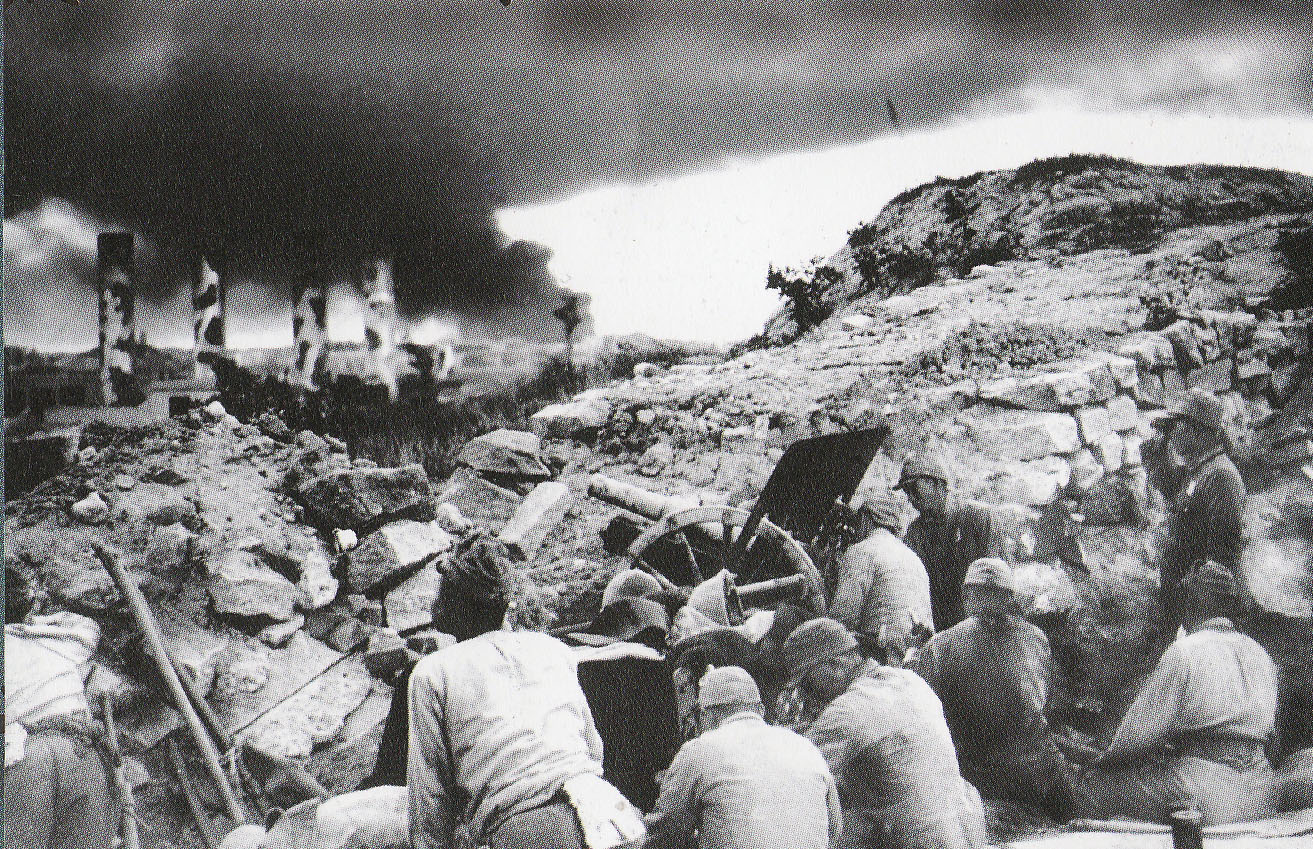
香港の戦い（日本軍側から）
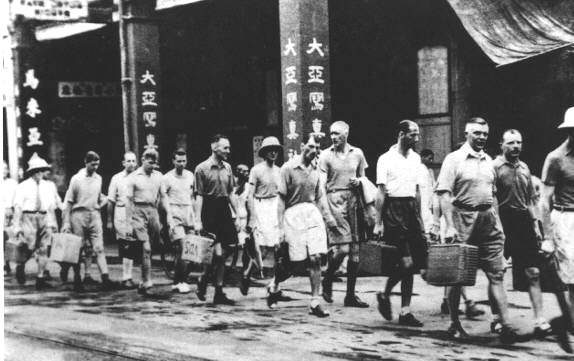
日本軍に誘導される香港の西洋人（香港の戦い）
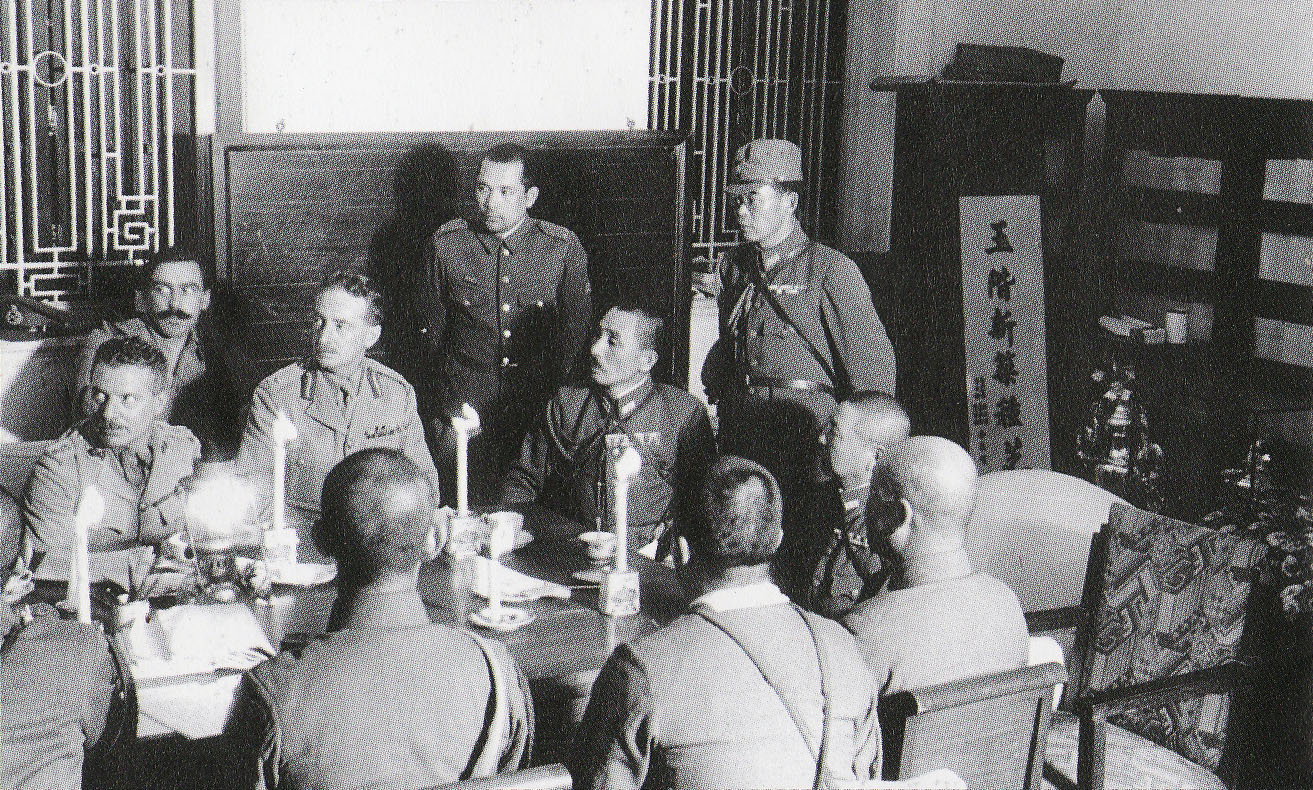
1941年12月25日、香港の戦いの降伏交渉
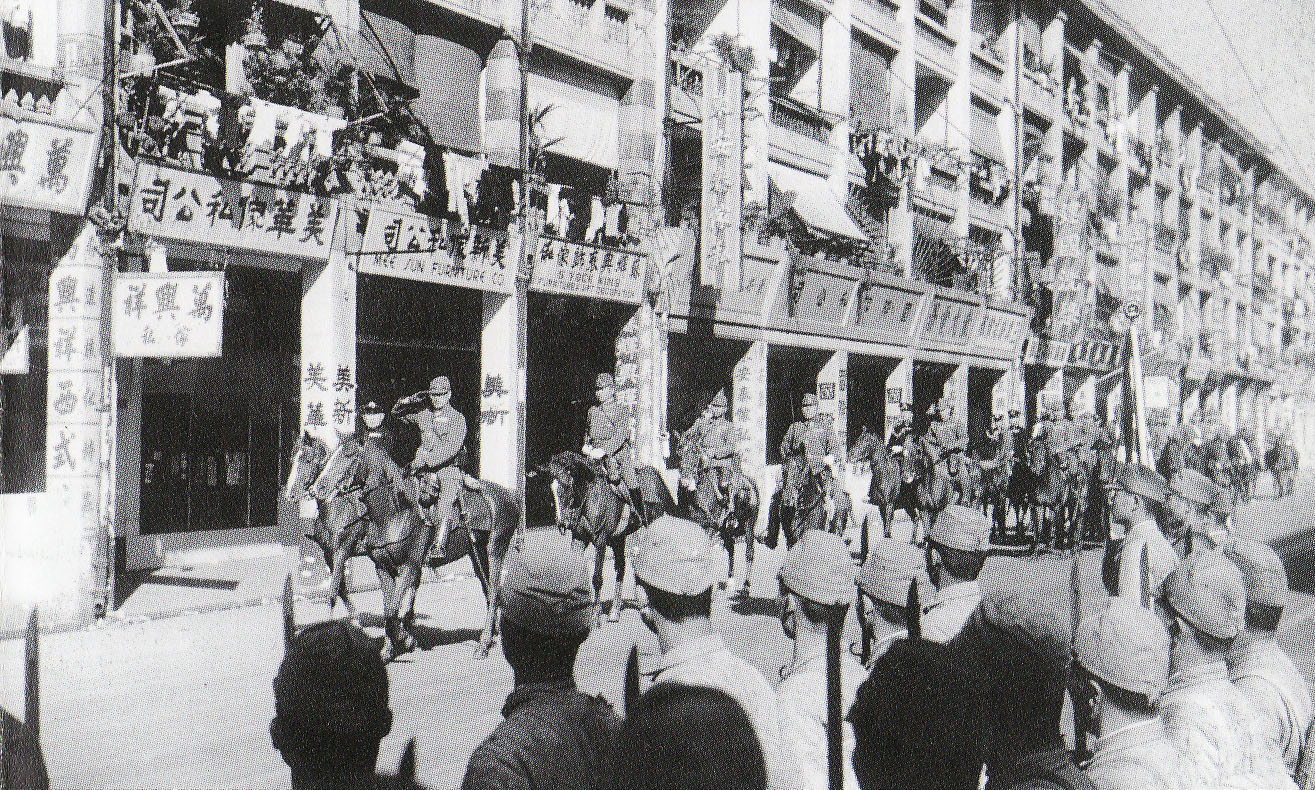
香港に入城する日本軍
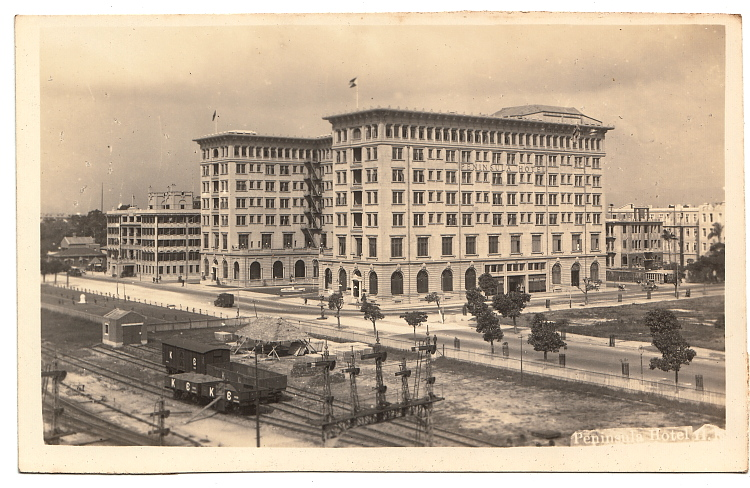
降伏交渉が行われ、軍政庁が置かれたペニンシュラホテル
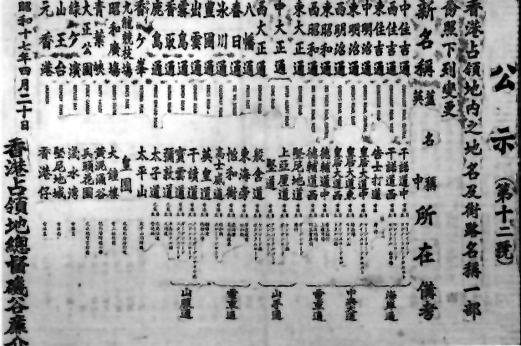
香港の地名の日本式地名改称に関する公示
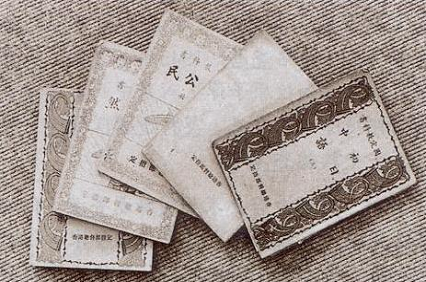
日本軍政下で使用された日本式の教科書
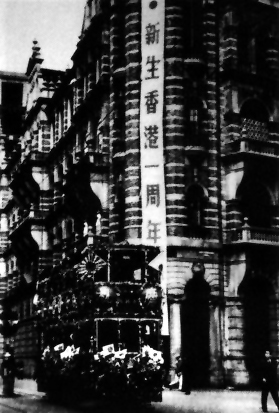
香港陥落1周年を祝う日本軍による行事
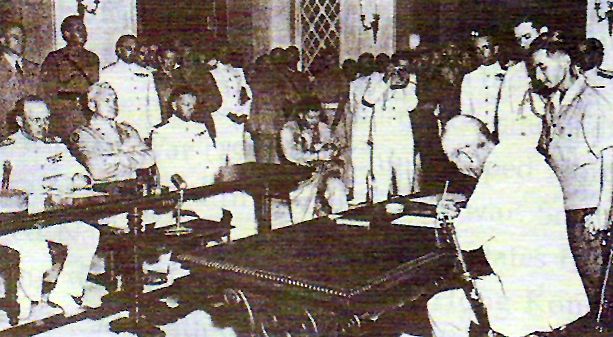
日本・英国・中華民国による降伏式。これ以降、日本は香港を放棄